# Nertera holmboei
Nertera holmboei là một loài thực vật có hoa trong họ Thiến thảo. Loài này được Christoph. mô tả khoa học đầu tiên năm 1944.